# Hôtel des Cadets
L'hôtel des Cadets gentilshommes est situé à Saint-Martin-de-Ré en Charente-Maritime.

## Histoire
À partir de 1776, l'hôtel des Cadets gentilshommes est construit sous la direction du père Ignace Jourbin des Marcères, procureur du prieuré-hospice Saint-Honoré, afin d'agrandir le domaine hospitalier et religieux de Saint-Martin-de-Ré. 
Une ordonnance du roi Louis XVI en date du 13 décembre 1776 destine le lieu au futur logement des cadets de la noblesse, futurs officiers dans les bataillons coloniaux. En 1779, Louis XVI ordonne au ministre de la Marine Antoine de Sartine d'acquérir l'hôtel, qui abrite jusqu'à la Révolution l'École des cadets gentilshommes, composée d'une compagnie. 
En 1891, la mairie et le tribunal s'y établissent.
L'immeuble est inscrit au titre des monuments historiques par arrêté du 19 mai 1965.